# الخدمة الوطنية لمصايد الأسماك البحرية

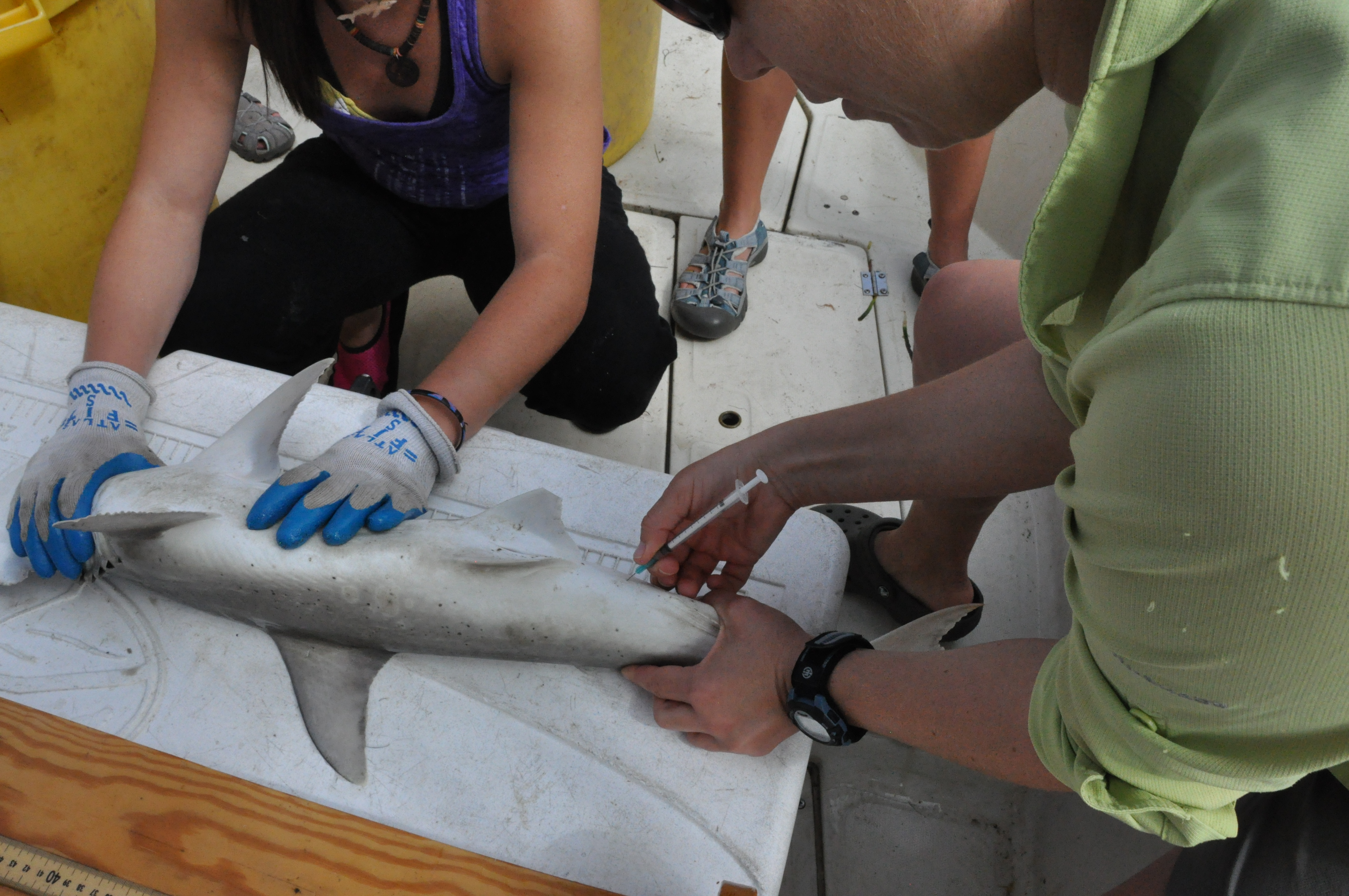
علماء البيئة في NMFS Southeast Panama City Laboratory يأخذون عينة دم من قرش رأس صغير للأحداث خلال مسح لصيد أسماك القرش في خليج المكسيك قبالة شواطئ قاعدة تيندال الجوية

الخدمة الوطنية لمصايد الأسماك البحرية ( NMFS ) ، المعروفة باسم مصايد الأسماك (NOAA) ، هي الوكالة الفيدرالية الأمريكية المسؤولة عن الإشراف على الموارد البحرية السمكية الوطنية. تقوم الوكالة بحفظ وإدارة المصايد لتعزيز الاستدامة ومنع الإمكانات الاقتصادية المفقودة المرتبطة بالصيد الجائر وتناقص الأنواع والموائل المتدهورة .

## روابط خارجية
- الموقع الرسمي
- مكتبة مراكز علوم المصايد الشمالية الغربية وألاسكا